# チャールズ・バーリンゲーム

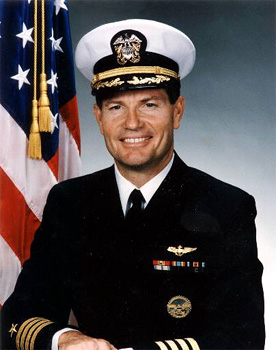
チャールズ・バーリンゲーム

チャールズ・フランク・バーリンゲーム 三世 (Charles Frank Burlingame III、1949年9月12日 - 2001年9月11日）は、アメリカ同時多発テロ事件の際、テロリストによってペンタゴンに突入させられたアメリカン航空77便の機長だった。

## 来歴
ミネソタ州セントポールで米国空軍の現役軍人の家庭に生まれたバーリンゲームは、子供時代にカリフォルニア、英国を含め各地を引越ししながら育った。バーリンゲームは、カリフォルニア州のアナハイム高校を卒業した。
その後米国海軍兵学校を1971年に卒業した。海軍では、F-4 ファントムジェット戦闘機を操縦し、大尉(captain)に昇進した。
1979年バーリンゲームは海軍を除隊しアメリカン航空に入社したものの海軍予備役に留まった。湾岸戦争時には志願し従軍した。また、予備役期間中ペンタゴンでの職務に従事した。1996年に海軍予備役大佐を除隊した後は、アメリカン航空で働いた。アメリカン航空のフライトアテンダントだったシェリー・バーリンゲーム(Sheri Burlingame)と結婚した。

## 2001年9月11日ペンタゴン突入
アメリカン航空77便がハイジャックされ針路をペンタゴンに向けた時、バーリンゲームは機長であり、デビッド・シャルルボア(David Charlebois)が副操縦士だった。バーリンゲームは2001年9月12日に52歳の誕生日を迎えるはずだった。
バーリンゲームは、アーリントン国立墓地に埋葬された。彼は60歳未満で死亡した予備役軍人であったため当初は埋葬資格がないとみなされたが、特別に埋葬を許可された。この件は埋葬資格をめぐる議論に火をつけた。
彼の娘ウェンディ・バーリンゲーム(Wendy Burlingame)は、2006年12月にニュージャージー州の自宅アパートで不審な火災により死亡した。